# Епархия Зелёна-Гура — Гожува

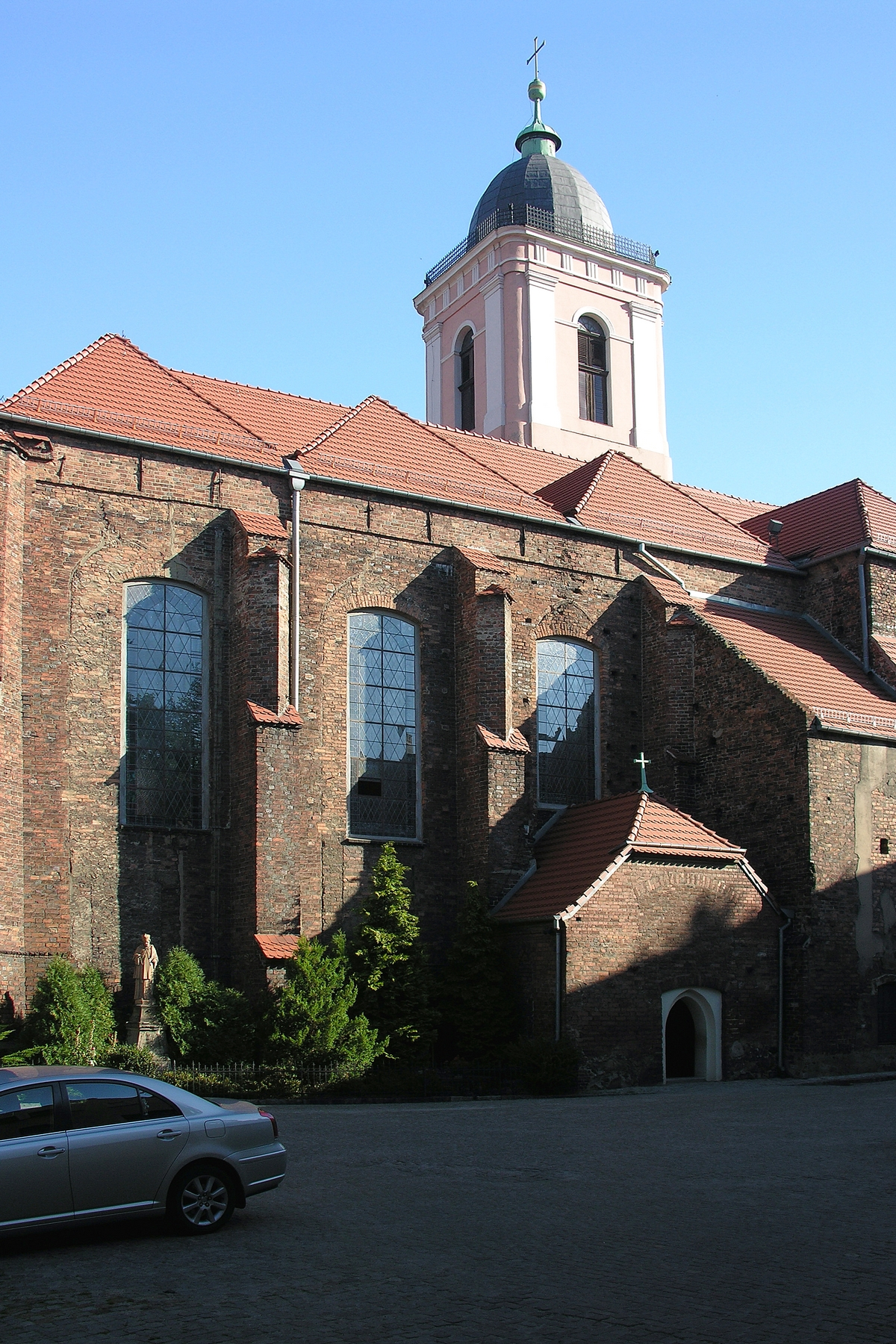
Сокафедральный собор святой Ядвиги, Зелёна-Гура, Польша

 Епархия Зелёна-Гура — Гожува  (лат.  Dioecesis Viridimontanensis-Gorzoviensis) — епархия Римско-Католической церкви с центром в городе Зелёна-Гура, Польша. Епархия Зелёна-Гура — Гожува входит в митрополию Щецина-Каменя. Кафедральным собором епархии Зелёна-Гура — Гожува является церковь Успения Пресвятой Девы Марии в городе Гожув-Велькопольский. В городе Зелёна-Гура находится сокафедральный собор святой Ядвиги. На территории епархии, в городе Свебодзин, находится самая большая в мире статуя Иисуса Христа.

## История
28 июня 1972 года Святой Престол учредил епархию Зелёна-Гура — Гожува, выделив её из архиепархии Берлина. В этот же день епархия Зелёна-Гура — Гожува вступила в митрополию Вроцлава.
25 марта 1992 года Римский папа Иоанн Павел II издал буллу Totus tuus Poloniae populus, которой присоединил епархию Зелёна-Гура — Гожува к митрополии Щецина-Каменя.
В 1947 году была основана епархиальная семинария, которая первоначально находилась в городе Гожув-Велькопольский и в 1952 году была переведена в населённый пункт Госьциково Любушского воеводства.

## Ординарии епархии
- епископ Вильхельм Плюта (28.06.1972 — 22.01.1986);
- епископ Юзеф Михалик (1.10.1986 — 17.04.1993) — назначен архиепископом Пшемысля;
- епископ Адам Дычковский (17.07.1993 — 29.12.2007);
- епископ Стефан Регмунт (29.12.2007 — 23.11.2015);
- епископ Тадеуш Литыньский (23.11.2015 — по настоящее время).

## Источник
- Annuario Pontificio, Libreria Editrice Vaticana, Città del Vaticano, 2003, ISBN 88-209-7422-3
- Булла Totus Tuus Poloniae populus, AAS 84 (1992), стp. 1099  (лат.)